# Roberto Soldado
Roberto Soldado Rillo (* 27. května 1985 Valencie) je bývalý španělský profesionální fotbalista, který hrával na pozici útočníka. Svou hráčskou kariéru ukončil v létě 2023 ve španělském Levante UD. Mezi lety 2007 a 2013 odehrál také 12 utkání v dresu španělské reprezentace, ve kterých vstřelil 7 branek.

## Klubová kariéra
Ve dresu Granady se ve 35 letech stal v půlce března roku 2021 hráčem se 300 starty v nejvyšší španělské lize, a to v utkání proti Realu Sociedad.

## Reprezentační kariéra
Nastupoval za španělské mládežnické reprezentace včetně týmu do 21 let.
V A-mužstvu Španělska přezdívaném La Furia Roja debutoval 2. 6. 2007 v kvalifikačním zápase v Rize proti domácí reprezentaci Lotyšska (výhra 2:0). Zúčastnil se Konfederačního poháru FIFA 2013, kde Španělé podlehli ve finále domácí Brazílii 0:3. Soldado na turnaji jedenkrát skóroval (v utkání základní skupiny vstřelil vítězný gól proti Uruguayi).

Celkem odehrál v letech 2007–2013 za španělský národní tým 12 zápasů a nastřílel 7 branek.